# کنگو اوتا
کنگو اوتا (انگلیسی: Kengo Ota؛ زادهٔ ۱۶ نوامبر ۱۹۹۵) بازیکن فوتبال اهل ژاپن است.